# Cassen
Cassen is een gemeente in het Franse departement Landes (regio Nouvelle-Aquitaine) en telt 372 inwoners (1999). De plaats maakt deel uit van het arrondissement Dax.

## Geografie
De oppervlakte van Cassen bedraagt 5,9 km², de bevolkingsdichtheid is 63,1 inwoners per km².
De onderstaande kaart toont de ligging van Cassen met de belangrijkste infrastructuur en aangrenzende gemeenten.

## Demografie
Onderstaande figuur toont het verloop van het inwonertal (bron: INSEE-tellingen).